# Dawn of Man
Dawn of Man (englisch etwa „Dämmerung des Menschen“) ist ein Aufbauspiel des spanischen Studios Madruga Works.

## Spielinhalt
Im Spiel Dawn of Man führt der Spieler einen Stamm Menschen durch die Urgeschichte. Das Spiel beginnt in der Altsteinzeit. Der Spieler errichtet in für Aufbauspiele typischer Manier Produktionsketten und sichert die Lebensmittelversorgung und andere Bedürfnisse seines Stammes. Dabei sammelt er Technologiepunkte, mit denen verschiedene Forschungen freigeschaltet werden können. Der Stamm schreitet somit voran durch Jungsteinzeit, Kupfer- und Bronzezeit. Das Spiel endet mit dem Erreichen der Eisenzeit (es kann im Endlosspiel weitergespielt werden, allerdings stehen keine weiteren Forschungsoptionen zur Verfügung).

## Rezeption
Dawn of Man erhielt überwiegend gute Kritiken. Die Fachwebsite Rock, Paper, Shotgun führt Dawn of Man in der Liste der 50 besten PC-Strategiespiele (Platz 36).

„Für Aufbaustrategie-Fans ist Dawn of Man auf jeden Fall einen Blick wert. Am ehesten lässt sich das Spiel mit Banished vergleichen, bei dem man um den Aufbau und das Überleben seines Volkes in der Neuzeit kämpft.“

Der Spiegel empfiehlt das Spiel für „geschichtsinteressierte Wirtschaftler“.